# Ygrande
Ygrande är en kommun i departementet Allier i regionen Auvergne-Rhône-Alpes i de centrala delarna av Frankrike. Kommunen ligger  i kantonen Bourbon-l'Archambault som ligger i arrondissementet Moulins. År 2022 hade Ygrande 778 invånare.

## Befolkningsutveckling
Antalet invånare i kommunen Ygrande
Referens: INSEE